# كأس الإنتركونتيننتال 1996
كأس الإنتركونتيننتال 1996 جمعت نسخة عام 1996 في بطولة كأس الإنتركونتيننتال بطل دوري أبطال أوروبا لموسم 1995-96 نادي يوفنتوس الإيطالي مع بطل كأس ليبرتادوريس سنة 1996 نادي ريفر بليت الأرجنتيني على الملعب الأولمبي الوطني في العاصمة اليابانية طوكيو ، وحقق يوفنتوس البطولة بعد الفوز بنتيجة 1-0 .

## التفاصيل
| يوفنتوس                              | 1–0 | ريفر بليت         |
| ------------------------------------ | --- | ----------------- |
| دل بيرو 81' · المدرب · مارتشيلو ليبي |     | المدرب رامون دياز |

| يوفنتوس | ريفر بليت |